# 4-я отдельная бригада специального назначения
4-я отдельная бригада специального назначения — военное формирование Вооружённых сил СССР. Воинская часть № 77034

## История бригады

### Формирование части
Директивами Генерального штаба № 140104 от 5 февраля 1962 года, М/2/683390 от 27 марта 1962 года и №140547 от 19 июля 1962 года к 1 январю 1963 года было сформировано 10 скадрованных бринад специального назначения.
4 ОБрСпН (в/ч 77034) сформирована  в г. Рига (Латвийская ССР), затем передислоцирована в г.Вильянди (Эстонская ССР) Прибалтийского военного округа.  Подготовка велась для Европейского театра военных действий: Норвегия, Дания, Голландия.

### Становление и развитие бригады
Штаб бригады, казармы, медицинский пункт, библиотека, автопарк, учебные аудитории и склады располагались в центре Вильянди в районе улиц Пости и Якобсона.  От штаба бригады в сторону автовокзала Вильянди располагался казарменный комплекс с двухэтажной казармой, учебным корпусом, автостоянкой, складами и т. д

### 186-й отдельный отряд специального назначения
Во время афганской войны на формирование 186 отдельного отряда специального назначения в январе 1985 года были направлены офицеры 4-й бригады спецназа.. Отряд действовал в районе населнного пункта Шахджой, провинция Заболь. 31 марта 1985 года 186 ооСпН был передан в состав 40 OA и организационно вошел в состав 22 обрСпН. Официально отряд именовался как "7 мотострелковый батальон". 186-й отряд был одним из самых результативных отрядов ГРУ в Афганистане, и по своей эффективности уступал только лишь 173-му отряду специального назначения.

### Бригада перед распадом СССР
1 октября 1992 года 4-я обрСпН расформирована.
Знамя 4-й бригады было вручено в Бердске в 2000 году 67-й ОБрСпН. При расформировании 67-й бригады СпН его передали в Центральный музей Вооруженных Сил России.

## Состав бригады
Организационно-штатная структура отдельной бригады специального назначения в 1963 году была следующей:
- штаб бригады (около 30 человек);

- один развернутый отряд СпН (по штату 164 человека);

- отряд спецрадиосвязи по сокращенному штату (около 60 человек);

- три скадрованных отряда СпН;

- два скадрованных отдельных отряда СпН;

- рота хозяйственного обеспечения;

## Командиры 4-й бригады
- Жижин Александр Сергеевич (1962 – 1968 г.), полковник;
- Ятченко Николай  Михайлович (1968 – 1971 г.), полковник;
- Боряков Николай Васильевич (1971 – 1975 г.), полковник;
- Тюхов Владилен Николаевич (1975 – 1984 г.), полковник;
- Завьялов Александр Юрьевич (1984 – 1987 г.), полковник;
- Давидюк Павел Алексеевич (с 1987 г.), полковник;